# Patrick Moenaert
Patrick Moenaert (Oudenburg, 27 maart 1949 – Brugge, 15 mei 2024) was een Belgisch politicus en bestuurder namens de partij CD&V.

## Levensloop
Na zijn middelbare studies aan het Onze-Lieve-Vrouwecollege in Oostende, waar Moenaert Latijn-Grieks volgde, studeerde hij politieke en sociale wetenschappen aan de Katholieke Universiteit Leuven. Hij was er ook actief in het studentenleven, onder andere als preses van Moeder OKU.

### Politieke carrière
Moenaerts politieke loopbaan begon in 1979 als kabinetssecretaris van staatssecretaris en minister Daniël Coens. In 1982 werd hij verkozen tot gemeenteraadslid van Brugge. In 1988 werd hij er voorzitter van het OCMW en in 1995 werd hij tot burgemeester benoemd, als opvolger van Fernand Bourdon. Hij bleef gedurende achttien jaar burgemeester van Brugge en behaalde bij de gemeenteraadsverkiezingen van 2000 met 18.388 voorkeursstemmen een absoluut Brugs historisch record. Hij was oprichter  en voorzitter van de vergadering van centrumsteden in de schoot van de Vereniging van Vlaamse Steden en Gemeenten.
Begin 2011 maakte hij bekend dat hij de CD&V-lijst niet meer zou trekken en geen nieuw ambt als burgemeester ambieerde. Bij de gemeenteraadsverkiezingen van 2012 duwde hij de lijst. Dirk De fauw werd de kopman. In 2013 werd Moenaert als burgemeester opgevolgd door sp.a'er Renaat Landuyt. Hij werd als lijstduwer wel verkozen, maar verzaakte achteraf aan zijn mandaat als gemeenteraadslid.

### Overige functies
In 2010 werd Moenaert aangesteld als lid van de raad van bestuur van vervoermaatschappij De Lijn, wat hij bleef tot begin 2015. Hij was van 2010 tot de ontbinding ervan in 2017 ook voorzitter van de raad van bestuur van LijnInvest, een dochterbedrijf van De Lijn.
Hij was van 2007 tot 2017 ook lid van de adviesraad van media- en telecombedrijf Telenet, waar hij tussen 2011 en 2013 52.000 euro verdiende.
In 2013 werd Moenaert voorzitter van de raad van bestuur van Promotie Binnenvaart Vlaanderen. Ook was hij regeringscommissaris bij De Vlaamse Waterweg.
Hij bekleedde als Brugs burgemeester diverse bestuursmandaten bij intercommunales, waaronder de Maatschappij van de Brugse Zeevaartinrichtingen, TMVW, Distrigas, Publigas, Fluxys en het Concertgebouw Brugge.

## Privéleven
Moenaert was een van de drie kinderen van Albert Moenaert (1919-2005), ambtenaar en journalist, en Paula Thienpondt (1921-2012). Op 13 juli 1973 huwde hij met Marianne Jacobs. Ze kregen drie dochters.
Hij overleed in 2024 aan de gevolgen van kanker.
- International Standard Name Identifier: 0000 0004 1835 9556
- Library of Congress Control Number: n2013056207
- Virtual International Authority File: 305198311
- WorldCat: E39PBJgtbHQrryJMGxVWbmxkXd